# 1,3-Бутандиол
1,3-Бутандиол — двухатомный спирт.
1,3-Бутандиол представляет собой бесцветную вязкую жидкость, растворим в воде, ацетоне, диэтиловом эфире. Является хиральным соединением: имеет (+)- и (-)-изомеры и оптически неактивный рацемат. Используется для синтеза полиэфиров и 1,3-бутадиена. Малотоксичен.

## Применение
1,3-Бутандиол используется в косметике, парфюмерии и фармацевтике.

## Биологическая активность
1,3-бутандиол – это вещество, которое может снижать кровяное давление.  Исследования на крысах показали, что его применение до и во время беременности снижает гипертензию и улучшает кровоток в матке.  Это может быть перспективным методом профилактики преэклампсии, опасного осложнения беременности, связанного с повышенным давлением.  1,3-бутандиол повышает уровень β-гидроксибутирата в крови, что способствует возникновению физиологического кетоза.  Положительные эффекты наблюдались без отрицательного влияния на развитие плода.
1,3-бутандиол – это вторичный спирт, используемый для повышения уровня β-гидроксибутирата (β-ГБ), основного кетонового тела, в организме.  Высокие концентрации 1,3-бутандиола (20%) в питьевой воде приводят к уровню β-ГБ, сравнимому с 24-часовым голоданием, но сопровождаются побочными эффектами: потерей массы тела, обезвоживанием, метаболическим ацидозом и расширением синусоидов печени.